# يوسف إبراهيم يزبك
يوسف إبراهيم يزبك (1901- 1982) هو مفكر وسياسي وأديب لبناني امتزج فكره بالثورة على الوضع السياسي وحاول أن يجد خصوصية للبنان بين الفكر القومي والشيوعي والعروبي. أسس «عصبة العشرة» التي حاولت تطوير الأدب والتأثير على السياسة والسياسيين. يعتبر من أول ناشطي الحركة الشيوعية في مصر، سوريا ولبنان.

## حياته
```
 وُلِد يوسف ابراهيم يزبك في حدث بيروت عام 1901. والده إبراهيم فارس يزبك أديب وصحفيّ وخطّاط. والدته أدال يوسف الشدياق. توفّي والده وكان لا يزال في الثالثة من عمره، فانتقلت والدته بأولادها إلى منزل والدها يوسف بك الشدياق في حارة البطم _ الحدث حيث ترعرع وشبّ بين أخواله الشدايقة، وفي ذكرى أنسبائهم أحمد فارس والشيخ طنّوس. فأخذ عن الأوّل حبّه للأدب واللّغة، وعن الثاني حبّه للتاريخ ، وفي عام 1906 دخل مدرسة مار يوسف الأنطونيّة (المعهد الأنطونيّ اليوم) حيث تتلمذ على نسيبه ومربّيه المدبّر يوسف الشدياق ومعلّمه وديع عقل الأديب والشاعر وأوّلِ نقيب للصحافة، الذي لقّنه أصول البيان والخطابة والعروض.
```

## نشاطاته
ترك يوسف المدرسة نهائيًّا ودخل معترك الحياة من باب الوظيفة لصعوبة الحياة ، لكنّه لم يترك القلم والشغف بالكتاب وبالمطالعة، فتثقّف على ذاته، وانخرط في محال الصحافة، فمارسها في عدد كبير من المجلّات والصحف في تلك المرحلة. وتعرّف إلى عدد كبير من الأدباء والمفكّرين والمثقّفين ، وإضافة إلى الصحافة والأدب والتاريخ، انخرط في المجال السياسيّ دفاعًا عن المضطهدين في وطنه وفي بلدان العالم ، كما شارك في تأسيس حزب الشعب اللبنانيّ سنة 1925 وبدأ يناضل ضدّ الانتداب الفرنسيّ ، ممّا تسبّب باعتقاله ونفيه إلى أميون وجزيرة أرواد، ومن ثمّ إلى باريس. وفي العاصمة الفرنسيّة التحق بالمعهد العالي للعلوم السياسيّة. سنة 1927 عاد إلى لبنان وتفرّغ إلى العمل الصحفيّ، فأسّس جريدة "الإنسانيّة" تيمّنًا برصفيتها الفرنسيّة "HUMANITE". إلّا أنّ السلطات الفرنسيّة عطّلتها بعد قليل بسبب مواقفها السياسيّة.
كما عمل يوسف يزبك رئيس تحرير صحف عديدة منها: " الأحرار" مع جبران تويني وخليل كسَيْب، وسعيد صبّاغة، و"الحديث المصوّر"، و"الجمهور"، و"اليوم" مع تلميذه في الصحافة وصديق عمره عفيف الطيبي ، وأسهم في تحرير "المعرض"، و"البيرق"، و"الديار"، و"النهار"، و"الجريدة"، و"السفير"، و"الطريق"، و"المستقبل"، و"الشعب". كما أسهم في تأسيس مجلّتيّ "الأسبوع العربيّ" و"المغازين" الّلتين رئس تحريرهما في الستّينات. وفي هذه الأثناء أسّس جريدته "السيّار" التي لم تعمّر طويلًا، إذ إنّ السلطات الفرنسيّة قد عطّلتها بسبب مواقفها الجريئة والمدافعة عن استقلال لبنان وسيادته.

ومن نشاطاته أيضًا إنّه أوّل من علّم تاريخ الصحافة في كليّة الإعلام في الجامعة اللبنانيّة منذ تأسيسها. وقد شارك في العديد من المؤتمرات الفكريّة والسياسيّة في لبنان والعالم العربيّ محاضرًا وخطيبًا. وزار معظم بلدان العالم مستطلعًا وباحثًا عن كلّ ما يهمّ تاريخ لبنان. وأتيح له ان يقيم علاقات صداقة متينة وأخوّة بين العديد من زعماء العرب أمثال الملك غازي، وشكري القوّتلي والحبيب بورقيبة. وقد عاون يوسف يزبك الشيخ بشارة الخوري رئيس الجمهوريّة في وضع مذكّراته "حقائق لبنانيّة".

## حياته الاسرية
تزوج يوسف يزبك من مواطنته لور خليل نادر من الحدث ورزقا إبراهيم (صحافي وأديب)، حنان أرملة الدكتور نزيه خوري، عمر (توفّي في العقد الخامس)، مارون (دكتور في الحقوق وأستاذ في أكثر من جامعة).

## أعماله
كتب مئات المقالات في العديد من الصحف، وألّف عشرات الكتب منها:
- «حكاية أول نّوار في العالم العربي»،
- «مؤتمر الشهداء»،
- «تطور الشعر العربي»،
- «ثورة وفتنة في لبنان» (تقديم وتحقيق لمخطوطة عن أحداث سنة 1860 في لبنان وأخبار ثورة طانيوس شاهين الفلاحية)،
- «أوراق لبنانية» وتتألف من 38 جزءاً،
- «النفط مستعبد الشعوب».
- «كتاب الشهيد»
- «المحررون»
- «الجذور التاريخية للحرب اللبنانية»

## طالع أيضًا
- جريدة الإنسانية

## وصلات خارجية
- lang_en يوسف إبراهيم يزبك أول أمين عام للحزب الشيوعي في سورية ولبنان